# Dzielny mały Toster
Dzielny mały Toster (ang. The Brave Little Toaster) – amerykański animowany familijny dramat muzyczny z 1987 roku w reżyserii Jerry’ego Reesa na podst. noweli Thomasa M. Discha pod tym samym tytułem. Opowiada on o przygodach Tostera i jego przyjaciół. Film doczekał się dwóch kontynuacji: Dzielny mały Toster ratuje przyjaciół (1997) oraz Dzielny mały Toster jedzie na Marsa (1998).

## Fabuła
Mieszkający w górskim domku Toster tęskni za swym Panem i postanawia wraz ze sprzętami domowymi wyruszyć do wielkiego miasta, aby go odnaleźć. Tosterowi towarzyszą: gburowaty odkurzacz Kirby, radio, koc elektryczny Kołderka oraz Lampa. Razem przeżywają niesamowite przygody.

## Obsada głosowa
- Deanna Oliver – Toster
- Timothy E. Day – Kołderka
- Timothy Stack – Lampa
- Jon Lovitz – Radio
- Thurl Ravenscroft – Odkurzacz
- Wayne Kaatz – Rob

## Wersja polska

### Lektor
Wersja wydana na VHS z angielskim dubbingiem i polskim lektorem, którym był Janusz Kozioł.
- Dystrybucja: Eurokadr Home Video[1]

### Dubbing
Wersja wydana na DVD z polskim dubbingiem. Dystrybucja Epelpol Entertainment
Wersja polska: Master Film

Dialogi i reżyseria: Elżbieta Jeżewska

Dźwięk: Elżbieta Mikuś

Montaż: Agnieszka Kołodziejczyk

Kierownictwo produkcji: Romuald Cieślak

Udział wzięli:
- Lucyna Malec – Toster
- Ewa Smolińska – Lampa
- Krystyna Kozanecka – Kołderka
- Zbigniew Suszyński –
  - Radio,
  - samochód na złomowisku
- Jacek Czyż – Odkurzacz

oraz
- Maciej Robakiewicz – Rob
- Jolanta Wilk –
  - Christine,
  - Maszyna do szycia #1
- Tomasz Marzecki – Wentylator
- Leopold Matuszczak – pan Peters
- Andrzej Arciszewski – Wisząca Lampa
- Wanda Wieszczycka – Stojąca Lampa
- Jan Pęczek – Czarno-biały Telewizor
- Wojciech Machnicki –
  - Komputer,
  - Megafon
- Mirosława Krajewska –
  - Maszyna do szycia #2,
  - mama Roba
- January Brunov – Nowy Telewizor
- Robert Tondera – Zeke

i inni
Teksty piosenek: Ryszard Skalski

Opracowanie muzyczne: Eugeniusz Majchrzak

Śpiewali: Ewa Dębicka, Ludmiła Zamojska, Bronisław Kornaus, Leopold Sułkowski-Kornaus
Lektor: Maciej Gudowski